# Harry Zachrisson
Harry Zacharias Zachrisson, född 21 juni 1906 i Göteborg, död 26 november 1977 i Göteborg, var en svensk fotbollsspelare.
Zachrisson representerade Örgryte IS i Allsvenskan 1925/1926–1939/1940, och spelade sammanlagt 215 allsvenska matcher (14 mål) för klubben.
År 1934 spelade Zachrisson en A-landskamp för Sverige. Han spelade även en B-landskamp 1931.